# 42849 Podjavorinská
(42849) Podjavorinská, denumire internațională (42849) Podjavorinska, este un asteroid din centura principală de asteroizi.

## Descriere
42849 Podjavorinská este un asteroid din centura principală de asteroizi. A fost descoperit pe 15 septembrie 1999 la Modra de Adrián Galád și Peter Kolény. Asteroidul prezintă o orbită caracterizată de o semiaxă mare de 2,79 ua, o excentricitate de 0,22 și o înclinație de 5,5° în raport cu ecliptica.